# KAGRA
Kagra
« Kagra » redirige ici. Ne pas confondre avec Kagrra.

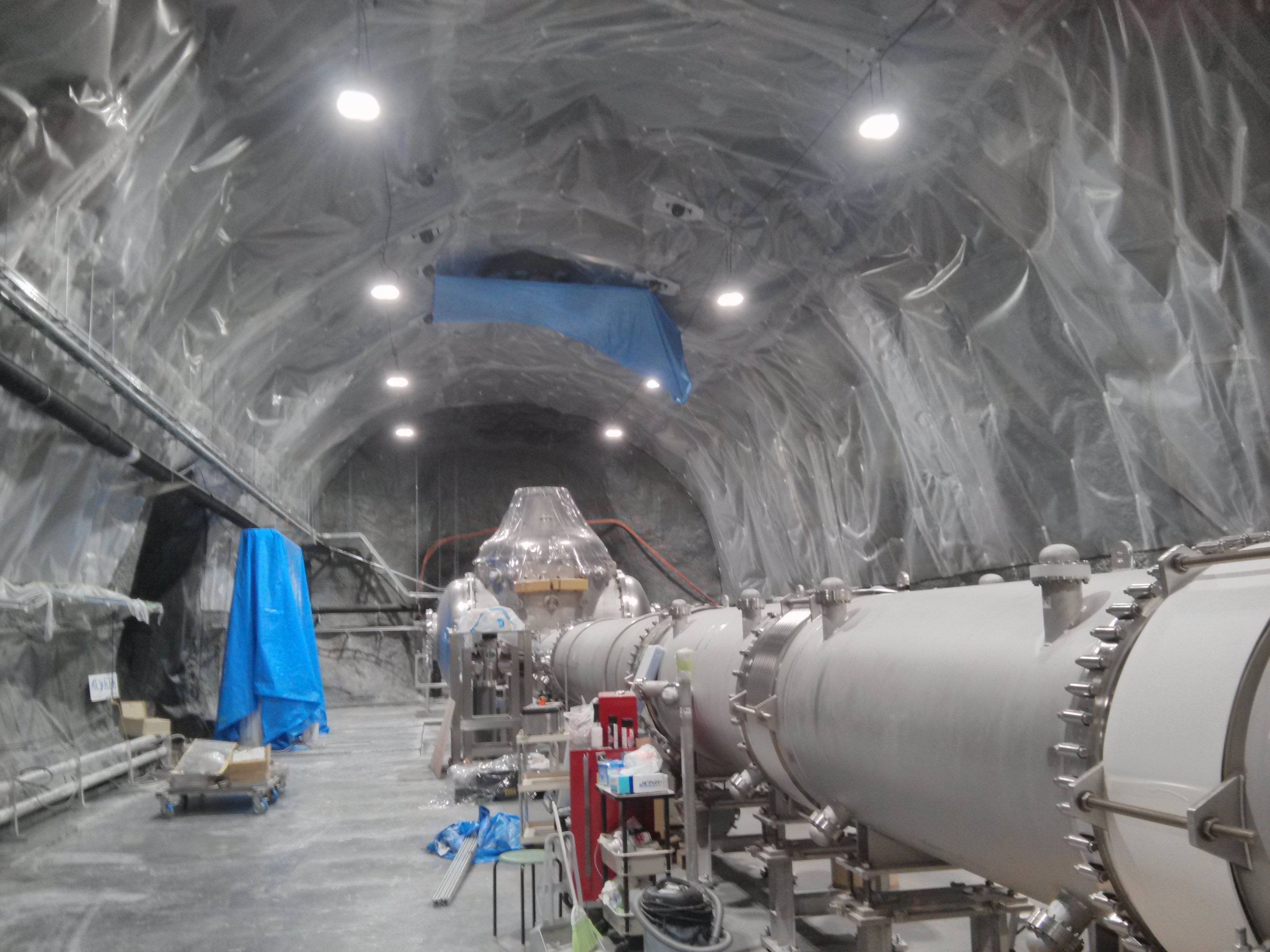
Un des bras dans lequel le faisceau laser circule, en cours de construction.

KAGRA ou Kagra (acronyme de Kamioka Gravitational Wave Detector, « Détecteur d'ondes gravitationnelles de Kamioka (de) »)  est un observatoire d'ondes gravitationnelles japonais développé par l'université de Tokyo, entré en service fin 2019. Il utilise la technique de l'interférométrie et comprend deux bras de 3 km de long. Par rapport aux observatoires d'ondes gravitationnelles déjà opérationnels (Virgo et  Ligo) il présente la particularité d'être installé dans une mine souterraine, ce qui lui permet de bénéficier d'un environnement sismique faible, et il utilise des miroirs refroidis à 20 K.

## Contexte
Les chercheurs de l'Université de Tokyo construisent dès le début des années 1990 un prototype d'interféromètre pour tenter de détecter les ondes gravitationnelles : TAMA 300, doté de deux bras de 300 mètres, commence à fonctionner en 1998. À cette époque il s'agit de l'instrument le plus sensible pour la détection de ces ondes. Mais la dimension de TAMA 300 se révèle insuffisante pour mesurer les faibles perturbations de l'espace temps générées par les ondes gravitationnelles. Par ailleurs son implantation à Tokyo, source de perturbations, limite sa précision. Durant la décennie 1990 l'Europe et les États-Unis décident chacun de financer la réalisation d'un observatoire d'ondes gravitationnelles - respectivement Interféromètre Virgo et  Interféromètre LIGO - dont les bras atteignent une longueur de 3 (Virgo) et 4 kilomètres. La recherche japonaise est à la même époque en crise du fait de réductions budgétaires. En 2001, un coûteux accident touchant le détecteur de neutrinos japonais Super-Kamiokande alimente les réticences des responsables japonaises à financer un projet scientifique coûteux. Toutefois, les chercheurs japonais poursuivent les travaux en réalisant un deuxième prototype doté de bras de 100 mètres : CLIO (Cryogenic Laser Interferometer Observatory) inauguré en 2006 permet de mettre au point des miroirs refroidis par cryogénie qui doivent permettre d'améliorer la précision des mesures. Le refroidissement nécessite des mécanismes générateurs de vibrations qui viennent perturber les mesures et il faut presque deux décennies pour mettre au point ce dispositif.  
À la fin de la décennie 2000, le contexte japonais devient plus favorable à la réalisation d'un détecteur d'ondes gravitationnelles de grande taille grâce aux découvertes du chercheur japonais Takaaki Kajita (prix Nobel 2015) dans le domaine des neutrinos effectuée à l'aide de l'observatoire Super-Kamiokande. Kajita décide de se faire le champion du projet. Le parlement japonais donne son accord pour la construction d'un détecteur. La Corée du sud et Taïwan participent au projet. L'observatoire d'ondes gravitationnelles initialement baptisé LGCT (Large Scale Cryogenic Gravitational Wave Telescope) est renommé KAGRA à la suite d'un appel à propositions auprès du public. Cette désignation fait référence à Kagura une danse rattachée aux traditions Shinto. Le cout du projet s'élève début 2019 à 16,4 milliards yens (134,4 millions €).

## Construction

### Site
KAGRA est construit dans des galeries de la mine de Mozumi  située près de la ville de Hida dans la préfecture de Gifu au centre du Japon. La mine est déjà utilisée depuis le début des années 1980 pour détecter les neutrinos : l'Institut de recherche des rayons cosmiques rattaché à l'Université de Tokyo y a installé successivement les détecteurs Tcherenkov Kamiokande et Super-Kamiokande. Le site n'est toutefois pas complètement idéal car les galeries sont situées dans une roche poreuse qui laisse s'infiltrer l'eau de pluie. L'eau ruisselle à l'intérieur des tunnels et il a fallu installer un revêtement étanche pour que les tunnels restent secs. Au printemps, lors de la fonte des neiges, les pompes doivent évacuer 1000 tonnes par heure. Il est probable que les opérations devront être interrompues durant cette période de l'année. 

### Avancement
Le forage des tunnels débute en mai 2012 et est achevé en mars 2014. Les premiers tests de l'interféromètre (iKAGRA) ont commencé en mars 2016. En 2018, l'instrument a commencé à fonctionner avec une partie de son système cryogénique (bKAGRA phase 1).
Les premières mesures opérationnelles ont commencé le 25 février 2020, et se sont terminées le 21 avril 2020 à cause de la pandémie de COVID-19. La sensibilité était alors de 660 kpc, moins d'1% de la sensibilité de LIGO. Ces mesures communes ont été publiées le 11 novembre 2021.

## Sensibilité
KAGRA est optimisé dans la détection des signaux de 100 hertz qui correspond aux ondes émises par la fusion d'étoiles à neutrons. Compte tenu de la sensibilité de KAGRA celui-ci devrait pouvoir détecter 10 événements de ce type par an. Les mesures de KAGRA viendront compléter celles de LIGO et de Virgo et permettront par triangulation de situer avec une plus grande précision la source des ondes gravitationnelles.

## Caractéristiques techniques
KAGRA comprend deux bras formant un L, longs chacun de 3 kilomètres, constitués d'un tube dans lequel le vide a été fait. Un rayon laser infrarouge circule dans chaque bras en étant réfléchi à chaque extrémité par un miroir cylindrique en saphir de 38 kilogrammes. Le passage d'une onde gravitationnelle entraine une modification infime (de l'ordre du diamètre d'un proton) de la longueur des bras. Cette variation de longueur est détectée par interférométrie en combinant les deux rayons laser.  Contrairement aux deux observatoires d'ondes gravitationnelles opérationnels en 2019 - Virgo en Italie et  LIGO aux États-Unis - KAGRA est construit sous terre. Les mesures sont ainsi moins affectées par le bruit ambiant créé par l'activité humaine et les phénomènes naturels. Une deuxième particularité de KAGRA est le refroidissement des miroirs à une température de 20 kelvins (-253 °C) qui contribue à améliorer la précision des mesures en réduisant l'agitation des molécules des surfaces réfléchissantes.